# Domysłów

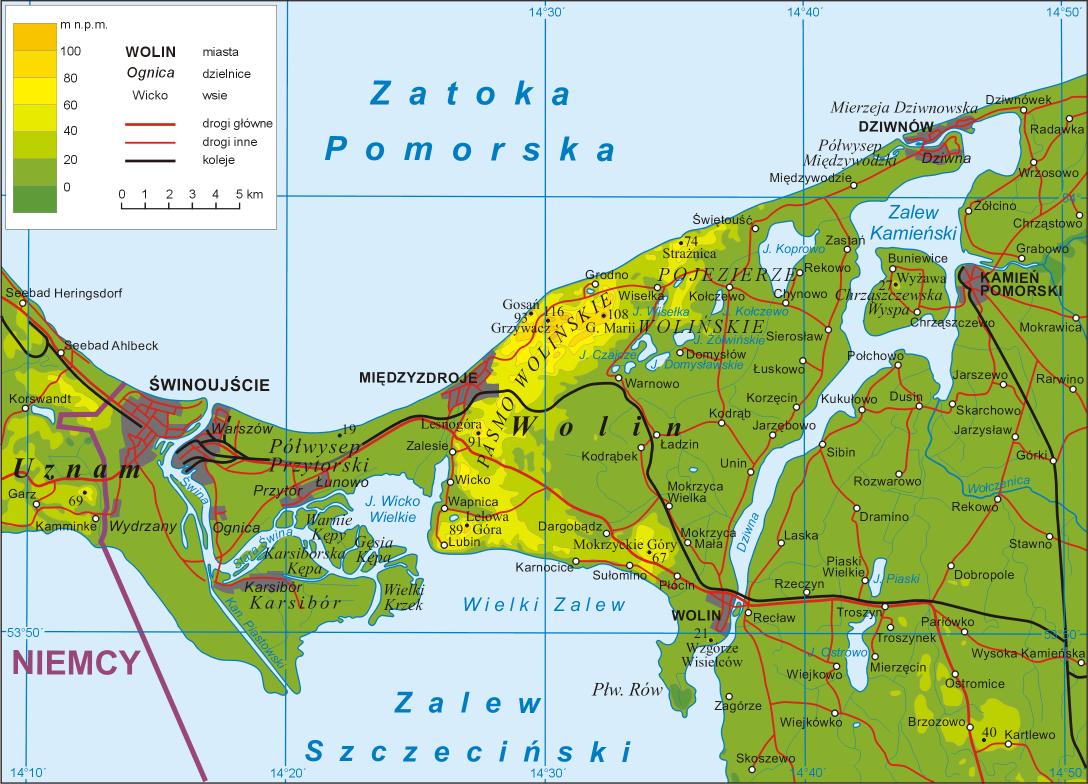
Mapa wyspy Wolin z zaznaczonym Domysłowem

Domysłów (niem. Dannenberg) – wieś w Polsce położona na wyspie Wolin w województwie zachodniopomorskim, w powiecie kamieńskim, w gminie Wolin.

## Historia
Pierwsze ślady istnienia miejscowości pochodzą z epoki neolitu. Istniała tu wtedy osada kultury amfor kulistych. W czasach kultury łużyckiej były tu 4 osady (z epoki brązu i żelaza). Pierwsze wzmianki pisemne znaleźć można w 1294 roku kiedy wieś była pod władaniem rodu de Dannenbergh. W połowie wieku XVI wieś należała do familii Kagen (inna nazwa Kodram; por. Kodrąb). W 1824 roku wieś została podzielona.
W latach 1975–1998 miejscowość administracyjnie należała do województwa szczecińskiego.